# Non ho più amici
Non ho più amici è un singolo del rapper italiano CoCo, pubblicato il 24 aprile 2019 come terzo estratto dal primo album in studio Acquario.

## Tracce
Testi di Corrado Migliaro e Davide De Luca, musiche di Valerio Nazo.
1. Non ho più amici – 3:38